# Куш, Поликарп
Поликарп Куш (англ. Polykarp Kusch; 26 января 1911, Бланкенбург, Германская империя — 20 марта 1993, Даллас, США) — американский физик, лауреат Нобелевской премии по физике в 1955 году. Половина премии «за точное определение магнитного момента электрона». Вторую половину премии получил Уиллис Юджин Лэмб.
Член Национальной академии наук США (1956).

## Биография
Семья Куша эмигрировала в США в 1912 году. В 1936 году Куш защищает диссертацию в университете Иллинойса на тему из области оптической спектроскопии молекул. В 1937 году начинает в том же университете научную карьеру.
Работал над методами магнитного резонанса, которым удаётся очень точно определить магнитный момент частицы. Последующие эксперименты по определению магнитного момента электрона в атомах натрия, галлия и индия показали отклонение от теоретически предсказанного значения. Объяснение этого, впоследствии ещё раз подтверждённого, отличия магнитного момента привело к пересмотру квантовой механики.
В 1949 году Куш становится профессором в Колумбийском университете в Нью-Йорке.
Куш получил в 1955 году Нобелевскую премию по физике.